# Verwaltungsgebäude Am Bahnhof 2
Das Verwaltungsgebäude Am Bahnhof 2 in Diepholz stammt vom 19. Jahrhundert.
Aktuell (2023) wird es als Dienstleistungszentrum „Altes Verwaltungsgebäude Bahnhof Diepholz“ genutzt.
Das Gebäude steht unter Denkmalschutz (siehe auch Liste der Baudenkmale in Diepholz).

## Geschichte
Das zweigeschossige verklinkerte historisierende Gebäude mit Satteldach, Rundbogenöffnungen, teils als Zwillings- und Drillingsfenster, sowie west- und östlichen Mittelrisaliten mit Zierbalkon und korinthischen Pilastern aus Sandstein stammt von 1873. Markant ist das Gesims ausgebildet. Es wurde zeitgleich auch für die Post zum danebenstehenden Empfangsgebäude des Bahnhofs Diepholz erstellt.
Das Gebäude wurde 2014 von Investoren von der Bahn für Büro- und Lagerzwecke ersteigert.
Das Landesdenkmalamt befand: „… geschichtliche Bedeutung … durch beispielhafte Ausprägung eines Bahnhofsgebäudes im Rundbogenstil und aufgrund seiner künstlerischen Bedeutung …“